# Ga Phra Khanong BTS

Bảng hiệu ga Phra Khanong

Ga Phra Khanong (tiếng Thái: สถานีพระโขนง, phát âm [sā.tʰǎː.nīː pʰráʔ kʰā.nǒːŋ]) là một ga BTS skytrain trên Tuyến Sukhumvit giữa quận Khlong Toei và Watthana, Bangkok, Thái Lan. Nhà ga nằm trên Đường Sukhumvit hướng Tây của nút giao Phra Khanong và Đường Sukhumvit 71 gần chợ Phra Khanong.